# Colin Muset
Colin Muset je bio francuski truver koji je živio u prvoj polovici 13. stoljeća. Rodom najvjerojatnije iz champagnsko-lorenskoga područja. Njegovih petnaestak pjesama svjedoče o iznimno nadarenom ovladavanju različitim lirskim vrstama. Pjesme u kojima je sačuvana i melodijska linija karakterizira ponavljanje kratkih melodijskih formula, blisko pučkoj pjesmi. Posebna je važnost njegovih pjesama u spomenu srednjovjekovnih glazbala i načinu njihova sviranja.